# 119 Tauri
119 Tauri é uma estrela na constelação de Taurus. É uma das maiores estrelas conhecidas, tendo uma diâmetro de 510 vezes o do Sol.
119 Tauri é um estrela supergigante vermelha, tipo M, com uma magnitude aparente de +4,32. Está a aproximadamente 1920 anos-luz da Terra. É classificada como uma estrela variável semirregular e seu brilho varia de magnitude entre +4,23 a +4,54 com um período de 165 dias. Com um índice de cor de +2,07, 119 Tauri é a segunda estrela na constelação de Taurus, identificável como uma estrela vermelha no céu, com magnitude de +5. Está parecida em brilho com Mu Cephei.